# バーガー・オーデンダール
バーガー・オーデンダール（Burger Odendaal、1993年4月15日 - ）は、南アフリカ共和国出身のラグビーユニオン選手。ジャパンラグビーリーグワンの花園近鉄ライナーズに所属している。

## 略歴
南アフリカ共和国ブルームフォンテーン出身。高校時代にゴールデン・ライオンズのユースチームに加入。2009年はU16チームで、2011年にはU18チームでプレーした。
2011年シーズン終了後、ブルー・ブルズに加入。 2012年にU19チームとU21チームで、2013年にU21チームで地方選手権に出場した。
2013年、20歳になる2日前に、ファルコンズ戦でブルー・ブルズに先発出場し、シニアデビューを果たす。
2014年、ブルー・ブルズとして開幕戦で先発出場しカリーカップデビューを果たす。
2018年、クボタスピアーズ(現・クボタスピアーズ船橋・東京ベイ)に加入。同年8月31日に行われたジャパンラグビートップリーグ第1節のパナソニック ワイルドナイツ戦にて先発出場で日本での公式戦初出場を果たす。
2020年7月、ライオンズに移籍。
2022-23シーズンに向け、イングランドのワスプスに2022年2月22日加入。しかし同年10月17日にチームが経営破綻したため、他の選手やコーチと同様に解雇された。これを受け 同年11月、ジャパンラグビーリーグワンの東芝ブレイブルーパス東京に加入した。
翌2023年1月10日、イングランドのノーサンプトン・セインツと契約した。 
2025年7月、花園近鉄ライナーズへの入団が発表された。